# كنيسة القديس ميخائيل (اوكرانيا)
كنيسة القديس ميخائيل (بالأوكرانية: Церква чуда святого Архистратига Михаїла в Хонах) هي كنيسة رعية تابعة للكنيسة اليونانية الكاثوليكية الأوكرانية (UGCC)، تقع في قرية فيربياتين، ضمن تجمع بوشاتش الحضري، في تشورتكيف رايون التابع لإقليم ترنوبل غرب أوكرانيا. تُعد الكنيسة مركزًا روحيًا وثقافيًا مهمًا لأبناء الطائفة الكاثوليكية الشرقية في المنطقة.

## التاريخ
تأسست الكنيسة في قرية فيربياتين ككنيسة رعية تخدم السكان المحليين من أتباع الكنيسة اليونانية الكاثوليكية. اسمها الكامل "كنيسة معجزة رئيس الملائكة ميخائيل في خوناخ" يشير إلى تقليد كنسي شرقي يرتبط بمعجزة نسبت لرئيس الملائكة ميخائيل في منطقة "خوناخ"، وهو موضوع مكرّم في التراث البيزنطي المسيحي.
لا توجد سجلات دقيقة عن سنة التأسيس، ولكن يُعتقد أن بناء الكنيسة يعود إلى القرن التاسع عشر أو أوائل القرن العشرين، حيث كانت المنطقة آنذاك جزءًا من الإمبراطورية النمساوية المجرية، وكان للكنيسة اليونانية الكاثوليكية تأثير واسع في حياة المجتمعات المحلية.

## الطراز المعماري
تتميز الكنيسة بطراز معماري تقليدي يتماشى مع أسلوب الكنائس الريفية في غرب أوكرانيا، وتشمل عناصر التصميم استخدام الخشب والحجر المحلي، مع برج قبة مميزة، وزخارف داخلية مستوحاة من الفن الأيقوني البيزنطي، بالإضافة إلى مذبح رئيسي مكرّس لرئيس الملائكة ميخائيل.

## الحياة الدينية
تلعب الكنيسة دورًا مهمًا في حياة المجتمع المحلي، حيث تُقام فيها القداسات والاحتفالات الدينية الخاصة بالأعياد المسيحية الشرقية، بالإضافة إلى الطقوس المرتبطة بالمعمودية والزواج والجنائز. تتبع الكنيسة التقويم الليتورجي البيزنطي، وهي جزء من أبرشية بوشاتش التابعة للكنيسة اليونانية الكاثوليكية الأوكرانية.

## أهمية محلية
تمثل الكنيسة رمزًا للهوية الدينية والثقافية في قرية فيربياتين، خصوصًا بعد الاستقلال الأوكراني، حيث شهدت البلاد نهضة في إحياء دور الكنائس الشرقية وعودة ممتلكات كنسية كانت مصادرة خلال الحقبة السوفيتية. وتحظى الكنيسة بدعم من المجتمع المحلي وجهات دينية عليا.